# Monaco und die Europäische Union
Das an Frankreich und das Mittelmeer grenzende Fürstentum Monaco ist kein Teil der Europäischen Union, jedoch mit dieser durch besondere Vereinbarungen eng verbunden.

## Beziehungen zwischen Monaco und der Europäischen Union
Das Fürstentum Monaco ist kein Mitglied der EU oder des Europäischen Wirtschaftsraums (EWR) und gilt somit im Verhältnis zur EU als Drittstaat. Monaco ist jedoch eng mit der EU verbunden und unterhält seit Januar 2000 eine diplomatische Vertretung bei der EU in Brüssel.
Ein besonderes Verhältnis besteht seit dem 17. Jahrhundert zwischen Monaco und Frankreich. Der derzeitige Stand der Beziehungen geht auf den am 18. Mai 1963 unterzeichneten bilateralen Vertrag zur Schaffung gutnachbarlicher Beziehungen (Convention de voisinage) zurück. Das Abkommen wurde am 15. Dezember 1997 – auch im Hinblick auf das Verhältnis zwischen der EU und Monaco – durch einen Briefwechsel ergänzt. Es ermöglicht Monaco durch Zusatzvereinbarungen die direkte Teilhabe an ausgewählten Politikbereichen der EU. Bis auf zwei direkte Abkommen zwischen der EU und Monaco wurden bislang die Übereinkünfte, die das Verhältnis zwischen der EU und Monaco betreffen, über Frankreich vermittelt.

## Zollunion und Binnenmarkt
Monaco nimmt seit 1997 an der Europäischen Zollunion teil. Über ein Zusatzprotokoll vom Mai 2000 ist Monaco in die Warenverkehrsfreiheit des Europäischen Binnenmarkts einbezogen. Sie erstreckt sich nur auf das Innenverhältnis Monaco–EU, nicht auf den Außenhandel. Güter aus der EU können in Monaco, Güter aus Monaco innerhalb des Europäischen Binnenmarkts frei verkehren. Waren aus Monaco gelten allerdings im Außenhandel nicht als EU-Güter. Präferenzielle Handelsvereinbarungen der EU mit Drittstaaten finden auf Güter aus Monaco keine Anwendung.
Monaco und die EU haben darüber hinaus ein Abkommen zur Anwendung der Gemeinschaftsregelung über Pharmazeutika, kosmetische Produkte und medizinische Geräte unterzeichnet, die für die monegassische Wirtschaft Bedeutung besitzt. Das Abkommen ist am 1. Februar 2004 in Kraft getreten. Ein gemeinsamer Ausschuss (EC-Monaco Joint Committee) dient der Durchführung und korrekten Umsetzung des Abkommens. Er tritt zusammen, sofern eine der Vertragsparteien eine Sitzung einberuft oder Entscheidungen notwendig sind.
Monaco wendet die meisten EU-Vorschriften über Umsatz- und Verbrauchssteuern an, insbesondere in Bezug auf den freien Warenverkehr mit der EU.

## Schengener Abkommen
Monaco ist kein Schengen-Mitglied. Zwischen Frankreich und Monaco finden allerdings trotzdem keine Grenzkontrollen statt. Der Hafen von Monaco gilt jedoch als Schengen-Grenze; die dortigen Kontrollen obliegen Frankreich. Da Monaco keinen Flughafen besitzt, stellt sich diese Frage für den Luftverkehr nicht. Ausländische Schengen-Visa werden von Monaco uneingeschränkt anerkannt und alle Staatsangehörigen des Europäischen Wirtschaftsraums (EWR) genießen ein Aufenthaltsrecht in Monaco. Die Schengen-Staaten erkennen umgekehrt die Aufenthaltserlaubnisse Monacos grundsätzlich an und Staatsbürger Monacos besitzen Visumfreiheit in allen EWR-Staaten. Damit herrscht faktisch Freizügigkeit für monegassische Einwohner innerhalb Europas.

## Finanzfragen und Euro
Traditionell galt in Monaco, neben dem monegassischen, der französische Franc als gesetzliches Zahlungsmittel. Im Zuge einer Währungsvereinbarung mit Frankreich vom Dezember 2001 (2006 überarbeitet) nimmt Monaco an der Europäischen Währungsunion teil. Seit der Einführung des Euros in Frankreich ist der Euro alleiniges gesetzliches Zahlungsmittel in Monaco.
Seit 2002 besitzt Monaco ein Prägerecht für Euromünzen mit nationaler monegassischer Rückseite. Monaco kann vom 1. Januar 2002 an Euromünzen in einem Umfang ausgeben, der 1/500 der Anzahl der von Frankreich geprägten Euromünzen entspricht. Die Zahl der monegassischen Euromünzen wird dem Anteil Frankreichs zugerechnet.
Die Kreditinstitute Monacos unterliegen den rechtlichen Modalitäten der Banque de France. Monaco hat sich verpflichtet, die Gemeinschaftsregelungen zur Bekämpfung der Fälschung von Euro-Banknoten und -Münzen in innerstaatliches Recht umzusetzen. Die Unterzeichnung einer Vereinbarung mit Europol steht allerdings noch aus.
Seit 1. Juli 2005 ist ein Abkommen zwischen der EU und Monaco über die Zinsbesteuerung in Kraft. Es sieht eine Quellensteuer auf Zinseinkünfte von Ausländerkonten in Monaco vor. Monaco hat am 13. März 2009 seine Bereitschaft erklärt, in Steuerfragen und beim Bankgeheimnis die OECD-Standards anzuerkennen. Ein Betrugsbekämpfungsabkommen EU–Monaco wird derzeit zwischen der Europäischen Kommission und Monaco verhandelt. Es soll eine vertiefte Zusammenarbeit beim Informationsabgleich der Finanzbehörden ermöglichen.

## Ausblick
Ein Beitrittsantrag Monacos zu EU oder EFTA – letzteres wäre Voraussetzung für einen Antrag Monacos auf EWR-Mitgliedschaft – existiert derzeit nicht.
Monaco nimmt aktiv an der EU-Initiative Union für den Mittelmeerraum (UfM) teil.